# Коршунов, Виктор Фёдорович
Ви́ктор Фёдорович Ко́ршунов (род. 1952, Москва, СССР) — российский архитектор-реставратор высшей категории, почётный реставратор Москвы.
В 1990—2000-х годах под руководством Виктора Фёдоровича Коршунова разработаны и реализованы проекты реставрации на более чем 30 объектах культурного наследия Москвы, 13 из них являются объектами культурного наследия федерального значения, а два внесены в Список объектов всемирного наследия ЮНЕСКО в России. Среди них — здание гостиницы «Националь», Воскресенский мост через реку Неглинную, главный дом усадьбы Варвары Морозовой на Воздвиженке, особняк Арсения Морозова, ансамбль усадьбы Царицыно.

## Биография
Виктор Фёдорович Коршунов родился в 1952 году в Москве. С детства увлекался рисованием, окончил детскую художественную школу.
После окончания школы поступил в Московский архитектурный институт (МАрхИ) на факультет «жилые и общественные здания». На втором курсе Коршунов в составе студенческого строительного реставрационного отряда Всесоюзного общества охраны памятников истории и культуры (ВООПИиК) участвовал в реставрационных работах Авраамиево-Городецкого монастыря XVII—XVIII веков в городе Чухлома Костромской области. В 1976 окончил институт по специальности «архитектурная реставрация», защитив дипломную работу по теме реставрации и приспособлению ансамбля Зеленецко-Троицкого монастыря Ленинградской области под руководством доктора исторических наук, основателя и заведующего кафедрой архитектурной реставрации МАрхИ, Владимира Косточкина.
После института по рекомендации Косточкина Виктор Коршунов поступил на работу в специализированную проектно-реставрационную мастерскую заслуженного архитектора РСФСР Владимира Яковлевича Либсона в бригаду доктора архитектуры Инессы Ивановны Казакевич, в которой проработал 15 лет. В этой мастерской (мастерская № 7 «Моспроекта-3», позднее мастерская № 13 «Моспроекта-2» им. М. В. Посохина) Виктор Фёдорович Коршунов прошёл путь от архитектора до главного архитектора проектов и проработал в ней до 2016 года.
В 1976 году Виктору Коршунову совместно с Инессой Казакевич было поручено осуществление архитектурного надзора за проведением реставрации храма Всех Святых на Кулишках. По словам Коршунова, работы по реставрации этого храма серьёзно повлияли на его профессиональную деятельность. Здесь он впервые познакомился с работой археологов и в частности с академиком РААСН Александром Векслером.
В 1991—1995 годах под руководством Коршунова проводились комплексные реставрационные работы в здании гостиницы «Националь». В 1995 году они были номинированы на соискание Государственной премии Российской Федерации в области литературы и искусства, а также отмечены дипломом Союза архитекторов на фестивале «Зодчество-95». Кроме того, эти работы были отмечены дипломом конкурса правительства Москвы за лучшую реконструкцию, реставрацию и строительство зданий и сооружений в историческом центре Москвы.
В 1995—1997 годах Коршуновым были проведены исследования, разработан и реализован проект реставрации и музеефикации комплекса сооружений Воскресенского моста XVI–XVIII веков. В настоящее время отреставрированные сооружения моста составляют центральное место экспозиции первого в Москве подземного археологического музея, открытого к 850-летию Москвы и признанного экспертами ЮНЕСКО одним из лучших среди подобных музеев Европы. За эту работу Коршунов был награждён дипломом конкурса правительства Москвы за лучшую реконструкцию, реставрацию и строительство зданий и сооружений в историческом центре Москвы.
В 1990–2000-х годах в несколько этапов под руководством Виктора Коршунова был проведён полный комплекс реставрационных работ по интерьерам и фасадам зданий трёх городских усадеб XVIII–XIX веков: Шаховского — Краузе — Осиповских, А. А. Морозова и В. А. Морозовой на Воздвиженке. В 2006–2007 годах под руководством Коршунова проведены исследования, реставрация и музеефикация ряда архитектурно-археологических объектов ансамбля Царицыно. В 2008–2009 годах им были проведены исследования комплекса Теремного дворца и «теремных церквей» в Московском Кремле и разработан эскизный проект реставрации фасадов и интерьеров с восстановлением их первоначального цветового решения.
В 2015 году Виктору Коршунову было присвоено звание «Почётный реставратор города Москвы». В 2016 году Коршунову была присуждена премия Центрального федерального округа в области литературы и искусства за 2015 года за «сохранение традиций московской школы реставраторов и многолетнюю плодотворную деятельность».